# قائمة كنس مصر
قائمة بالمعابد اليهودية في مصر:

## الإسكندرية

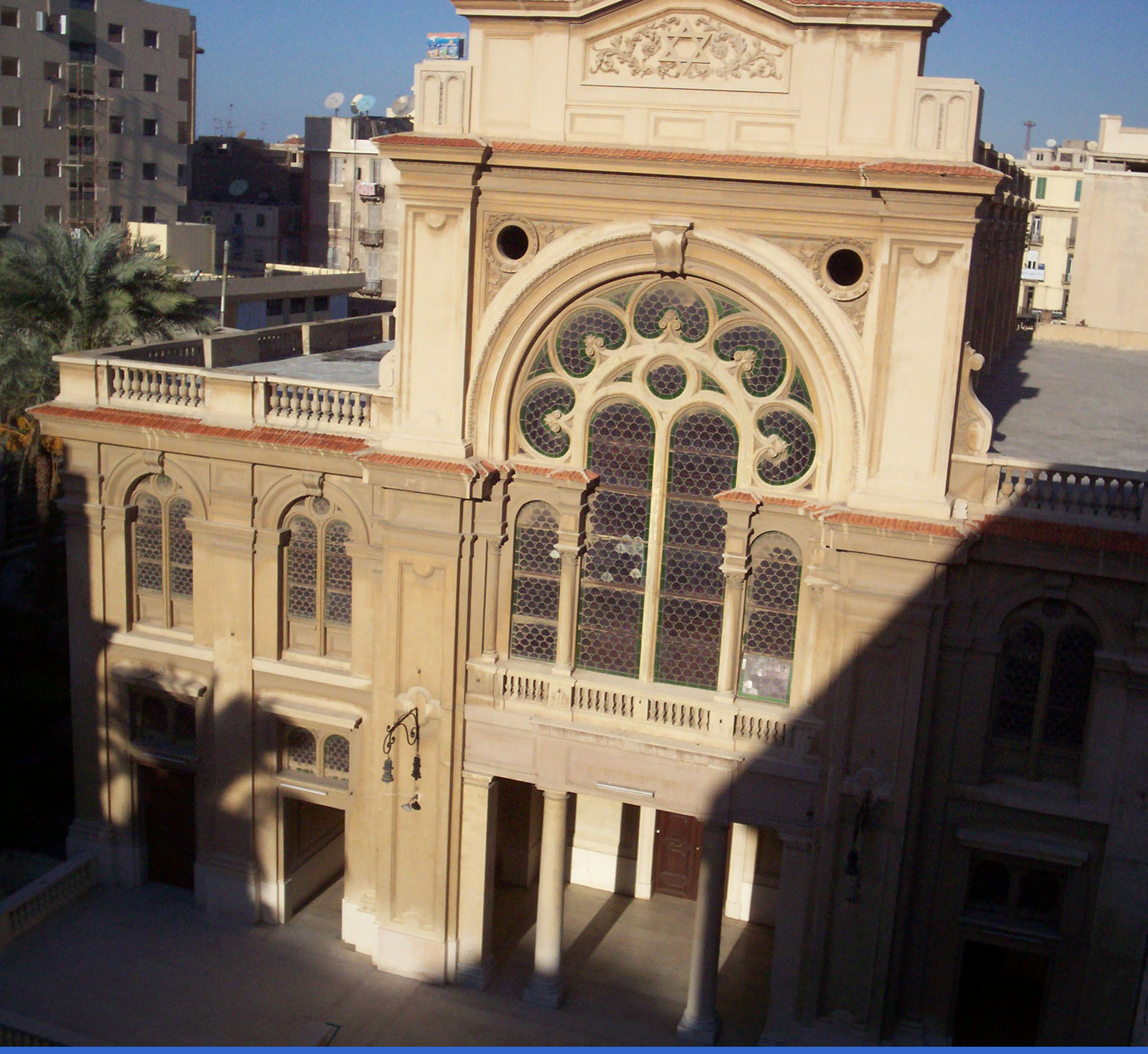
معبد إلياهو هانبي

- معبد عزوز: لا يعرف تاريخ إنشاؤه على وجه الدقة و قد أعيد بناؤه عدة مرات آخرها عام 1853م.[1][2]
- معبد كاسترو: أنشأه موسى كاسترو بحي محرم بك عام 1920م.[1][2]
- معبد النبي إلياهو: بني بشارع النبي دانيال عام 1354م، دمره الفرنسيون عام 1798 بالمدافع ثم أعيد بناؤه عام 1815م بأمر الوالي محمد علي.[1][2][3]
- معبد إلياهو حزان: بشارع فاطمة اليوسف بحي سبورتنج، و أنشيء عام 1928م.[1][2]
- معبد جرين: أشأته عائلة جرين بحي محرم بك عام 1901م.[1][2]
- معبد منشة: أنشأه البارون يعقوب دي منشة بميدان المنشية عام 1860م.[1][2]
- معبد نزاح إسرائيل: أنشيء عام 1920م.[1][2]
- معبد ساسون: أنشأه يعقوب ساسون بحي جليم عام 1910م.[1][2]
- معبد شعار تفيلة: أنشيء بواسسطة عائتلين هما انزاروت و شاربيه بحي كامب شيزار عام 1922م.[1][2]
- معبد زاراديل: أنشأته عائلة زراديل عام 1391م، وتهدم عام 1880م ثم أعيد بناؤه، وهو قائم في حارة اليهود بسوق السمك القديم.[1][2]

## القاهرة

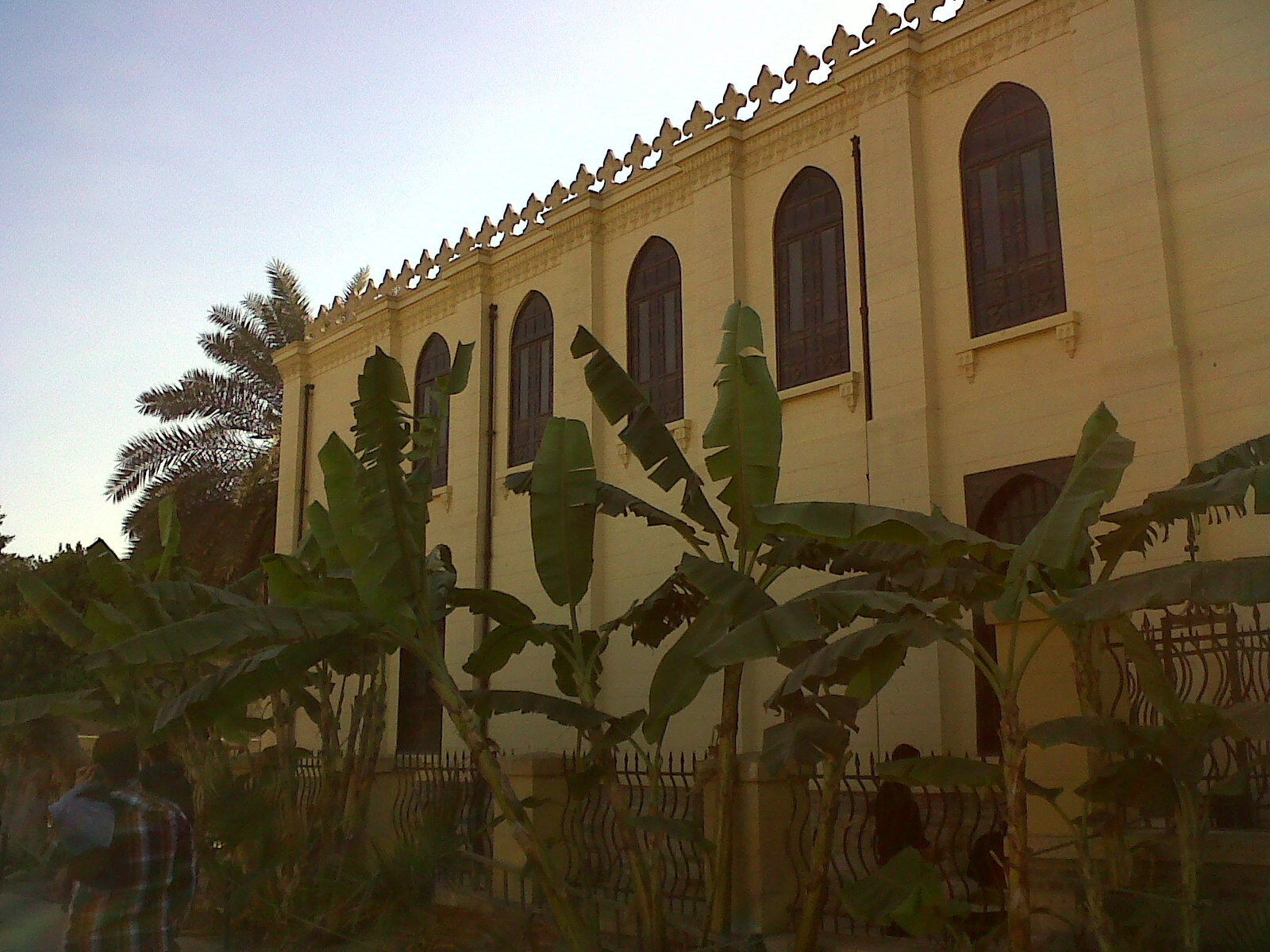
معبد بن عزرا

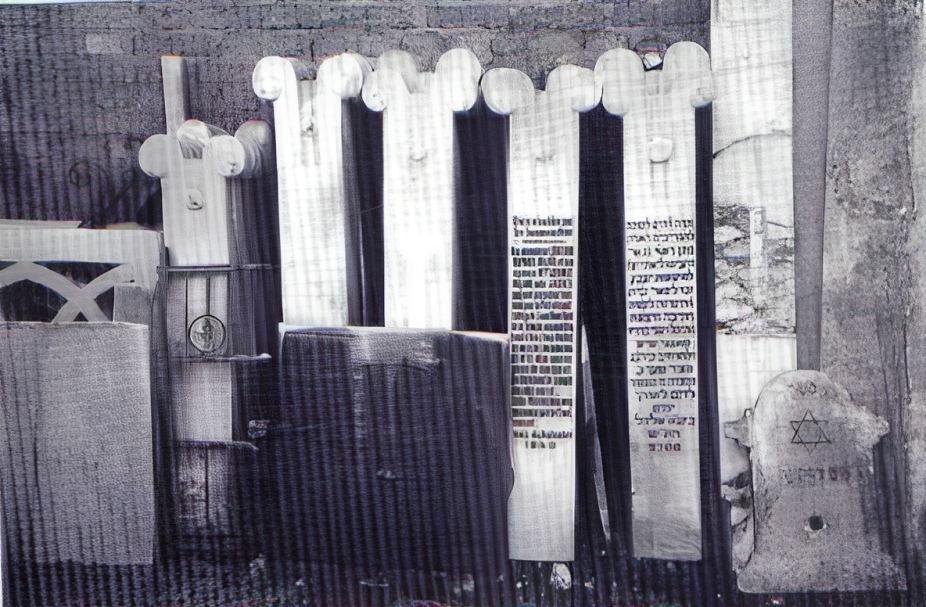
باقيا رخام معبد حلوان التي نقلت إلي القدس

- معبد بن عزرا: يقع هذا المعبد بحي مصر القديمة بني في القرن 9 الميلادي.[1][2]
- معبد شاعار هاشاميم (معبد الإسماعيلية): يقع في وسط القاهرة، وقد شيدته عائلة موصيري عام 1903م.[1][2]
- معبد العباسية (معبد حنان اتزحايم) أو (معبد عص حاييم): أنشأه عام 1900 عميد عائلة حنان إبراهيم يوسف حنان.[1][2]
- معبد حاييم كابوسي: حاييم كابوسي من علماء التوراة البارزين الذين تنسب لهم الكرامات والمعجزات، وقد توفي عام 1631م، وتم تجديده كلياً في بدايات القرن العشرين.[1][2]
- معبد ابن ميمون (راب موشي): بني في حارة اليهود عام 1204م بعد وفاة ابن ميمون، تم ترميمه في مايو 1967م وفي 1973م انهار سقفه مرة أخرى.[1][2]
- معبد نسيم أشكينازي (معبد أشكينازي): تم بناؤه عام 1894م بحي الظاهر.
- معبد مائير عيناييم (مضيء العيون): يقع في حي المعادي.[1][2]
- معبد القرائين (معبد موسى الدرعي): بني عام 1933م بشارع الخازندار.[1][2]
- معبد باحاد اسحاق (معبد كرايم): يقع بحي السكاكيني وقد أنشئ عام 1932 على يد زكي كرايم.[1][2]
- معبد فيتالي مجار: يقع في حي مصر الجديدة.[1][2]
- معبد بيت أهارون: معبد قديم وقع في حلوان بني سنة 1898 أثناء بناء خط سكك حديد حلوان، لخدمة الجالية اليهودية التي سكنت المدينة، هدم المعبد سنة 1995 ونقلت باقيا الرخام لأحد المعاهد اليهودية في القدس.[4]

## المحلة الكبرى
- خوخة اليهود يقع في منطقة سوق اللبن.[5]

## البحيرة
- مزار أبو حصيرة

## مقابر
- جبانة البساتين.
- مقابر أبو السعود في مصر القديمة.